# Sezgin Coşkun
Sezgin Coşkun, né le 23 août 1984 à Ardahan, est un joueur de football turc, évoluant au poste de défenseur à l'Eskişehirspor Kulübü.